# نادیرا بابار
نادیرا بابار (به انگلیسی: Nadira Babbar) (زاده ۲۰ ژانویه ۱۹۴۸) بازیگر هندی است.
از فیلم‌هایی که وی در آن نقش داشته است می‌توان به جی هو، میناکسی و گایال: یک‌بار دیگر اشاره کرد.